# ريتشارد دويل (ممثل)
ريتشارد دويل (بالإنجليزية: Richard Doyle)‏ مواليد 26 أبريل 1945 في بروكتون، الولايات المتحدة، هو ممثل أمريكي بدأ مسيرته الفنية سنة 1971.

## الأعمال

### أفلام
- سلاح الجو واحد

### مسلسلات
- شيرز
- ذا براكتيس

### ألعاب فيديو
- أيج أوف إمبايرز 3
- بن 10: بروتكتر أوف إرث
- بن 10 ألتيمت إليين: كوسمك دستراكشن
- أومنيفرس
- بلود أومين: ليغسي أوف كاين
- ليغسي أوف كاين: ديفاينس
- ليجسي أوف كاين: سول ريفير
- سول ريفير 2
- ميتال غير سوليد 3: سنيك إيتر
- ميتال غير سوليد 4: غنز أوف ذا بتريوتس
- نينجا غايدن
- أونيموشا 3: حصار العفريت
- سبيلرهاوس

## روابط خارجية
- ريتشارد دويل على موقع IMDb (الإنجليزية)
- ريتشارد دويل على موقع ألو سيني (الفرنسية)
- ريتشارد دويل على موقع أول موفي (الإنجليزية)
- ريتشارد دويل على موقع قاعدة بيانات الأفلام السويدية (السويدية)
- ريتشارد دويل على موقع قاعدة بيانات الفيلم (الإنجليزية)
- ريتشارد دويل على موقع كينوبويسك (الروسية)